# Herman Kaau-Boerhaave
Herman Kaau-Boerhaave auch: Hermann Kaauw, Cau, Kaav; russisch Герман Каау-Бургав (* 27. September 1705 in Den Haag; † 7. Oktober 1753 in Moskau) war ein niederländischer Mediziner.

## Leben
Herman war der Sohn des Den Haager Arztes Jakob Kaau (get. 21. Juni 1658 in Den Haag; † 25. August 1728 ebenda) und dessen am 21. März 1701 geheirateten Frau Magdalena Boerhaven (* 21. April 1667 in Voorhout; † 11. Juni 1720 in Leiden). Somit war er ein älterer Bruder des Abraham Kaau-Boerhaave. Er erhielt am 11. Oktober 1705 seine Taufe. Seine erste Ausbildung erhielt er in Den Haag und von seinem Vater. Als Zwanzigjähriger immatrikulierte er sich als Student der Medizin am 16. September 1723 an der Universität Leiden. Hier wurde sein Onkel Herman Boerhaave sein prägender Lehrer. Am 20. April 1729 promovierte er mit dem Thema de argento vivo zum Doktor der Medizin. Herman wurde zum Erben des wissenschaftlichen Nachlasses seines Onkels eingesetzt und durch dessen Adoption erhielt er den Nachnamen Boerhaave.
Danach ließ er sich in Den Haag nieder, wo er eine Apotheke übernahm. Leider liefen seine geschäftlichen Aktivitäten alles andere als gut. Er häufte Schulden an und musste nach seinem Bankrott sogar vor seinen Schuldnern nach Wien flüchten. Hier eröffnete er eine Arztpraxis und suchte weitgehend die Schulden mit deren Einnahmen zu tilgen. Auf Empfehlung des Arztes António Nunes Ribeiro Sanches erhielt er 1740 die Stelle eines Hofarztes in St. Petersburg. 1744 wurde er zum wirklichen Staatsrat, mit einem Gehalt von 4000 Rubel, ernannt. Nachdem Jean Armand de Lestocq (1692–1767) von seinen Aufgaben am russischen Hof entbunden worden war, erhielt er von der Zarin Elisabeth die damalig höchste medizinische Beamtenstelle in Russland. So wurde Herman am 7. Dezember 1748 der Titel eines Geheimrates verliehen, er wurde Leibarzt (Archiater) der Kaiserin und Direktor der medizinischen Kanzlei. Hierfür erhielt ein Salär von 7000 Rubel. 1750 wurde er Ehrenmitglied der Kaiserlichen Akademie der Wissenschaften. Nachdem er bereits 1751 schwer erkrankt war, starb er bei einem Besuch des Hofes in Moskau. Am 11. Oktober 1753 wurde er in der Gewölbegruft der altholländischen Kirche beigesetzt. Sein Grab wurde am 20. Mai 1815 auf den Moskauer Gottesacker umgebettet.
Sein Brusttee (Species pectorales Boerhaavii) und sein Brustzucker (Sacch. Boerhavii) waren bis in das 19. Jahrhundert als Hausmittel in den russischen Apotheken erhältlich. Durch Schriften ist er kaum in Erscheinung getreten, sondern war eher auf dem Gebiet der praktischen Medizin erfolgreich. So wäre hier eine Abhandlung über Augenkrankheiten zu nennen, welche von Albrecht von Haller 1759 bearbeitet wurde.
Kaau-Boerhaave war zwei Mal verheiratet. Seine erste Ehe schloss er am 3. November 1731 in Den Haag mit Alida Jacoba Coelemey († 23. März 1738). Aus der Ehe stammt die Tochter Margaretha Hermina (* 10. Juli 1734 in Den Haag, get. 20. Juli 1734 ebenda), welche sich mit dem Mediziner Karl Friedrich Kruse verheiratete. Seine zweite Ehe schloss Kaau Boerhaave am 26. Januar 1739 in Den Haag mit Wendelina Maria Noebeling († 23. April 1742), welche auf der Reise nach St. Petersburg verstarb.